# Viperești
Viperești – wieś w Rumunii, w okręgu Buzău, w gminie Viperești. W 2011 roku liczyła 1190 mieszkańców.